# Történetkritikai módszer
A történetkritikai módszer  amelyet a bibliatudományban gyakran történetkritika vagy történeti kritika néven rövidítenek, történettudományi módszerek összessége a történelmi szövegek vizsgálatára. Olyan módszerek, amelyek magukban foglalják a Biblia könyvei tudománykritikai tanulmányozását, beleértve a szöveget, a szerzőt, a könyv megírásának hátterét, időbeli datálását, valamint tudományos értelmezését azzal a céllal, hogy megértsék "a szöveg mögötti világot."
Kezdetben a bibliai egzegézis egyik ága, amely a 18-19. században jelent meg, különösen Németországban, de már a 17. században voltak előfutárai. A 21. században ez a bibliakutatók által leginkább használt módszer. Néha „magas(abb) kritikának” is nevezik, az alacsonyabb kritikával (szövegkritika) szemben, de rosszallói „radikális kritikának” nevezik. 
A történeti kritika különféle módszertanokká finomodott, így magába foglaljaː 
- a forráskritikát;
- a formakritikát (wd), amely az írott szöveg mögött meghúzódó szóbeli hagyományokat, pontosabban azok formáit, műfajait elemzi;
- a redakciókritikát vagy szerkesztéstörténetet (wd), amely arra összpontosít, hogy a szerző vagy szerkesztő hogyan alakította és formálta a narratívát a teológiai és ideológiai célok kifejezésére;
- a tradíciókritikát vagy hagyománytörténetet (wd), amely elemzi a hagyomány fejlődését annak a folyamatnak a szempontjából, ahogy a mű a szájhagyományból írott formába jutott;
- a kánonkritikát (wd), amely a szövegek írásgyűjteménybe (pl. bibliai kánon) való összeállításának folyamatával és az adott vallási közösségben betöltött szerepével foglalkozik.

Noha az ókori zsidó és keresztény írások (Biblia) kapcsán gyakran használják, a történeti-kritikai módszert más vallási (hindu, buddhista, iszlám) és világi írásokra is alkalmazzák.